# 李勣 (足球運動員)
李勣（1982年7月15日—），中国足球运动员，司职守门员，现效力于中超球队江苏舜天。